# Lithophyllum uvaria
Espèce
Synonymes
- Nullipora uvaria Michelin, 1840[2]

Lithophyllum uvaria est une espèce d’algues rouges de la famille des Corallinaceae. Son synonyme est Nullipora uvaria, Michelin, 1840.

## Description
Il s'agit d'algues trouvées dans les faluns de Bretagne et de Touraine.